# 恋人よ我に帰れ
「恋人よ我に帰れ」（こいびとよわれにかえれ、Lover, Come Back to Me）は、ポピュラー・ソングのひとつ。ブロードウェイのオペレッタ/ミュージカル『ニュー・ムーン（The New Moon）』のために、シグマンド・ロンバーグ作曲、オスカー・ハマースタイン2世作詞により制作され、オリジナル上演ではマリアンヌ・ビューノワ (Marianne Beaunoir) 役のイーヴリン・ハバート（Evelyn Herbert、ソプラノ）とロバート・ミッション (Robert Mission) 役のロバート・ハリデイ（Robert Halliday、テノール）が歌った。この曲は、1928年に出版された。

## 映画作品の中で
ブロードウェイ版を下敷きにした1930年の映画『ニュー・ムーン』では、ローレンス・ティベットとグレース・ムーア (Grace Moore) が、また、同名の1940年の映画『ニュー・ムーン』では、ジャネット・マクドナルドとネルソン・エディが、この曲を歌った。

## バーブラ・ストライサンド
ジョージ・ウィリアムズ (George Williams) の編曲・指揮によるバーブラ・ストライサンドのバージョンは、1962年11月に彼女の2枚目のシングルとして、「My Coloring Book」と両A面扱いでリリースされた。
この曲は、マイク・バーニカー (Mike Berniker) のプロデュースによって、ストライサンドの最初のアルバム・セッションより前にレコーディングされ、シングル盤としてラジオ局に送られた。
その後、1963年に、ストライサンドの2枚目のアルバム『The Second Barbra Streisand Album』に収録するための再録音が行われた。ストライサンドにとって最初のテレビ特番だった『My Name is Barbra』では、この歌を悲喜交々に歌い上げ、その多彩な芸風を見せつけた。ストライサンドは2000年の「タイムレス・ツアー (Timeless Tour)」でもこの曲を歌い、その様子はライブ・アルバム『Timeless: Live in Concert』や付録DVDにも収録された

### 公式バージョン
- "Lover, Come Back To Me" (1962 Version)
- "Lover, Come Back To Me" (1963 Version) / (Album Version) - 2:18
- "Lover, Come Back To Me" (live from "Timeless: Live in Concert", 2000)
- "Medley: Hooray For Love / After You've Gone / By Myself / S'Wonderful / (I Like New York In June) How About You? / Lover, Come Back To Me / You And The Night And The Music / t All Depends On You" (Live from "The Judy Garland Show" - 4:34

## 他のおもなバージョン
- チェット・アトキンス & レス・ポール
- ミルドレッド・ベイリー (Mildred Bailey)は、1938年にコロムビア・レコードに録音。1939年10月28日にはラジオ番組のキャメル・キャラバン・ショーにて、ベニー・グッドマンの伴奏で歌った。
- スミス・バリュー  (Smith Ballew) はドーシー兄弟オーケストラの伴奏で1929年に録音している。
- Al Bowlly
- The Cleftones
- アル・コーン & ズート・シムズ
- ナット・キング・コール
- ジョン・コルトレーン
- ボビー・ダーリン
- The Four Evers
- Tore Faye's Quartet - ノルウェーのジャズ・カルテット。1954年12月6日にオスロで録音され、SPレコード（His Master's Voice A.L.3468）でリリースされた。
- エラ・フィッツジェラルド
- ブライアン・フェリー - 1999年のアルバム『As Time Goes By ～時の過ぎゆくままに』に収録。
- アレサ・フランクリン - 1962年のアルバム『The Tender, the Moving, the Swinging Aretha Franklin』に収録。
- ベニー・ゴルソン
- Annette Hanshaw
- コールマン・ホーキンス
- Thomas Hayward
- ビリー・ホリデイ
- マリオ・ランツァ
- ブレンダ・リー
- ペギー・リー
- Gordon MacRae and ドロシー・カーステン
- ジャネット・マクドナルドとネルソン・エディ　1939年から翌年にかけて、RCAビクター（マクドナルド）とコロムビア・レコード（エディ）からシングル（SPレコード）として発売された。
- トニー・マーティン and Joan Weldon
- ライザ・ミネリ
- アンナ・モッフォとセリジオ・フランチ (Sergio Franchi) は、よく知られた1963年のRCAビクターの赤盤 (RCA Victor Red Seal) アルバム『The Dream Duet』にこの曲を吹き込んでいる[3]。
- 二村定一
- フランク永井 - 1955年に井田誠一の訳詞による日本語版を録音。これが彼のレコード・デビュー曲となった[4]。
- 江利チエミ - 1955年8月にシングルとして発売。
- 2004年の『Encores!』で取り上げられた『ニュー・ムーン』のシーンの再現は、ゴーストライト・レコード (Ghostlight Records) によって収録された。この録音では前半をクリスチャン・ノール (Christiane Noll) が、後半をロドニー・ギルフライ (Rodney Gilfry) が、男声合唱団とともに歌っている。
- アニタ・オデイ
- 大野方栄 - 1983年のアルバム『MASAE A LA MODE』に、独自の日本語詞によるヴォーカリーズを「Eccentric Person, Come Back To Me」として収録している[5]。
- ザ・ピーナッツ - 活動初期からレパートリーとしており、1966年4月3日に『エド・サリヴァン・ショー』に出演した際にも歌った[6]。
- ジェーン・パウエル (1949)
- Arthur Schutt
- アーティ・ショウ
- フランク・シナトラ
- ルディ・ヴァリー
- ダイナ・ワシントン - 1954年のアルバム『Dinah Jams』に収録（1990年リマスター）。
- ベン・ウェブスター
- カサンドラ・ウィルソン - 2008年のアルバム『ラヴァリー〜恋人のように』、2010年のアルバム『シルヴァー・ポニー』に収録。
- Earl Wrightson with Percy Faith & His Orchestra（パーシー・フェイス）
- イエロー・マジック・オーケストラ - 1982年4月15日放送のミュージックフェア'82の番組内企画「音楽のタイムマシン」[7]にてテクノポップのアレンジで演奏。ボーカルは中本マリ。この時の音源の一部は2003年発売のベストアルバム『UC YMO』に収録されている。
- レスター・ヤング
- 美空ひばり
- 川畑文子

## 大衆文化の中で
- バーブラ・ストライサンドのバージョンは、『"Dancing With The Stars"』のシーズン7、エピソード2で使用された。
- バーブラ・ストライサンドとジュディ・ガーランドは、テレビ番組『The Judy Garland Show』で、この曲を含むメドレーを披露した。
- ジャネット・マクドナルドとネルソン・エディのデュエットは、映画『ザッツ・エンターテインメント part II』にも収録されている。
- トニー・マーティン (Tony Martin) とジョアン・ウェルドン (Joan Weldon) のデュエットは、この曲の作曲者シグマンド・ロンバーグを取り上げた1954年の伝記映画『我が心に君深く（Deep In My Heart）』に収録されている。
- この曲は、1930年の短編映画『An Intimate Dinner in Celebration of Warner Bros. Silver Jubilee』にも取り上げられている。
- この曲は、2000年の映画『U-571』で、結婚披露宴でダルグレンがタイラーに話しかけるシーンに使われている。
- アネット・ハンショウ (Annette Hanshaw)の歌唱はアニメーション映画『Sita Sings the Blues』に使われている[8]

## 同名異曲
- 1985年にイギリスのグループ、デッド・オア・アライヴが、英語では同名の「Lover, Come Back to Me」をイギリスはじめ各国でヒットさせたが、これは同名異曲であり、邦題はカタカナ表記の「ラヴァー・カム・バック・トゥ・ミー」であった[9]。